# Medal dla Zasłużonych dla Szkolnictwa, Kultury i Sztuki
Medal dla Zasłużonych dla Szkolnictwa, Kultury i Sztuki (wł. Medaglia ai benemeriti della scuola, della cultura e dell'arte) – odznaczenie państwowe Republiki Włoskiej utworzone na mocy Ustawy nr 1093 z 16 listopada 1950 roku. Odznaczenie to wręcza się z okazji Dnia Republiki, przypadającego 2 czerwca.
Odznaczenie przyznaje się na mocy dekretu Prezydenta Republiki Włoskiej na wniosek Ministra Edukacji Publicznej, który przewodniczy specjalnej komisji oceniającej, w skład której wchodzą przedstawiciele włoskich uczelni.
Bardzo podobne odznaczenia otrzymują osoby, które wyróżniły się w dziedzinie kultury i sztuki, a także ci, którzy wyróżnili się w dziedzinie nauki i kultury.

## Opis
Odznaczenie to jest przyznawane osobistościom Włoch, które wyróżniły się w szczególny sposób na polu szkolnictwa, kultury, sztuki. Zgodnie z ustawą, odznaczani mogą być urzędnicy Ministerstwa Edukacji, dyrektorzy szkół wyższych i artystycznych, kuratorzy oświaty, pracownicy szkół wyższych i artystycznych; kadra zarządzająca i dydaktyczna szkół ponadpodstawowych, pracownicy sekretariatów szkół regionalnych i pracownicy inspektoratów; a także indywidualni obywatele.
Istnieją trzy klasy odznaczenia, które wiążą się z przyznaniem złotego, srebrnego lub brązowego medalu, odpowiadającego pierwszej, drugiej i trzeciej klasie.
Medale mają średnicę 32 mm; na awersie widnieje godło Republiki, a na rewersie znajduje się wieniec dębowy z napisem Ai benemeriti della cultura („dla Zasłużonych dla Kultury i Sztuki”). Medale zawieszone są na jedwabnej wstążce w barwach narodowych Włoch o tej samej szerokości co medale, zwieńczona fioletowym paskiem po bokach o szerokości 4 mm.